# 邢利民
邢利民（1950年2月—），山西汾阳人，汉族，中国共产党党员。中华人民共和国政治人物、第十三届全国人民代表大会山西地区代表。
2018年2月24日，当选为第十三届全国人大代表。